# Sju minuter över midnatt
Sju minuter över midnatt (engelska: A Monster Calls) är en fantasyroman (inom low fantasy) avsedd för ungdomar, som gavs ut för första gången av bokförlaget Walker Books den 5 maj 2011. Boken/romanen är skriven av Patrick Ness, från en originalidé skriven av Siobhan Dowd, och har fått sitt omslag och sina sidor illustrerade av Jim Kay. Den svenska utgåvan av boken/romanen gavs ut av B. Wahlströms bokförlag år 2012, med översättning gjord av Ylva Kempe. Det har även gjorts en filmatisering av denna bok/roman, Sju minuter efter midnatt, som även Ness har varit delaktig i och skrivit manus.